# Aphodius
Aphodius là một chi bọ cánh cứng thuộc họ Scarabaeidae.

## Các loài
Chi này gồm một số loài:
- Aphodius ater (De Geer, 1774)
- Aphodius bimaculatus (Laxman, 1778)
- Aphodius borealis Gyllenhal, 1827
- Aphodius brevis Erichson, 1848
- Aphodius coenosus (Panzer, 1798)
- Aphodius conspurcatus (Linnaeus, 1758)
- Aphodius contaminatus (Herbst, 1783)
- Aphodius depressus (Kugelann, 1792)
- Aphodius distinctus (Müller, 1776)
- Aphodius equestris (Panzer, 1798)
- Aphodius erraticus (Linnaeus, 1758)
- Aphodius fimetarius (Linnaeus, 1758)
- Aphodius foetens (Fabricius, 1787)
- Aphodius foetidus (Herbst, 1783)
- Aphodius fossor (Linnaeus, 1758)
- Aphodius frater Mulsant & Rey, 1872
- Aphodius granarius (Linnaeus, 1767)
- Aphodius haemorrhoidalis (Linnaeus, 1758)
- Aphodius ictericus (Laicharting, 1781)
- Aphodius immundus Creutzer, 1799
- Aphodius lapponum Gyllenhal, 1806
- Aphodius lividus (Olivier, 1789)
- Aphodius lugens Creutzer, 1799
- Aphodius luridus (Fabricius, 1775)
- Aphodius melanostictus Schmidt, 1840
- Aphodius merdarius (Fabricius, 1775)
- Aphodius nemoralis Erichson, 1848
- Aphodius niger (Panzer, 1797)
- Aphodius obliteratus Panzer, 1823
- Aphodius obscurus (Fabricius, 1792)
- Aphodius paykulli Bedel, 1908
- Aphodius piceus Gyllenhal, 1808
- Aphodius pictus Sturm, 1805
- Aphodius plagiatus (Linnaeus, 1767)
- Aphodius porcus (Fabricius, 1792)
- Aphodius prodromus (Brahm, 1790)
- Aphodius punctatosulcatus Sturm, 1805
- Aphodius punctipennis Erichson, 1848
- Aphodius pusillus (Herbst, 1789)
- Aphodius putridus (Geoffroy, 1785)
- Aphodius quadriguttatus (Herbst, 1783)
- Aphodius quadrimaculatus (Linnaeus, 1761)
- Aphodius rufipes (Linnaeus, 1758)
- Aphodius rufus (Moll, 1782)
- Aphodius scrofa (Fabricius, 1787)
- Aphodius serotinus (Panzer, 1799)
- Aphodius sordidus (Fabricius, 1775)
- Aphodius sphacelatus (Panzer, 1798)
- Aphodius subterraneus (Linnaeus, 1758)
- Aphodius tomentosus (Müller, 1776)
- Aphodius uliginosus (Hardy, 1847)
- Aphodius varians Duftschmid, 1805
- Aphodius zenkeri Germar, 1813

## Hình ảnh

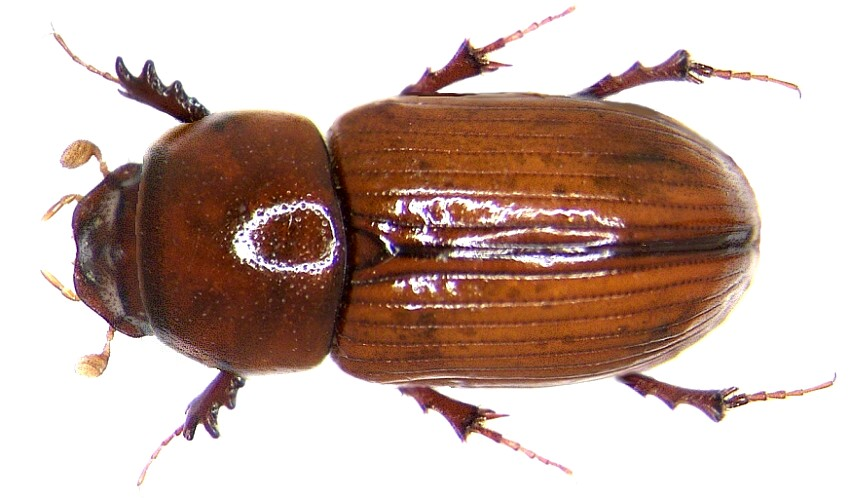
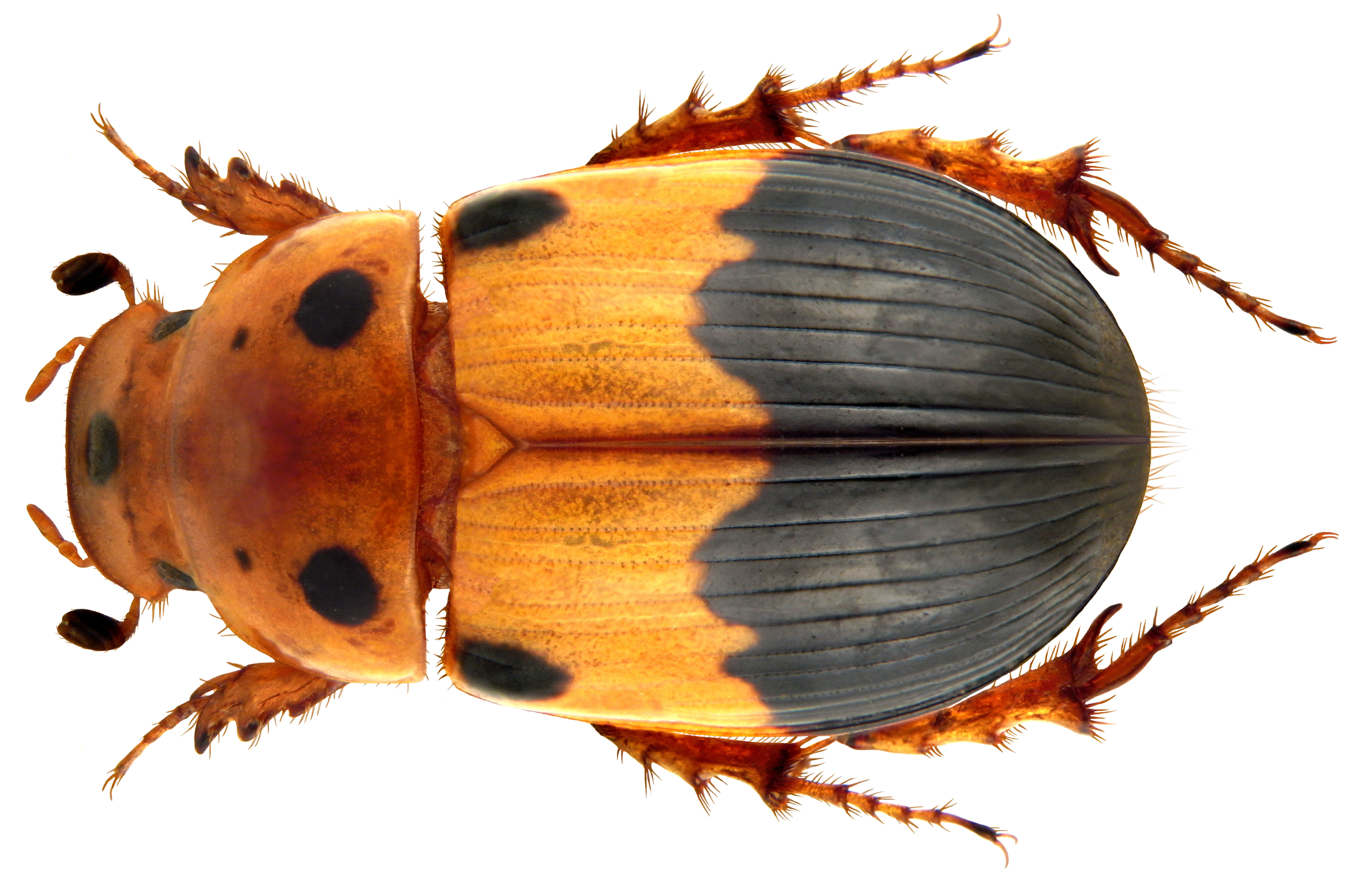
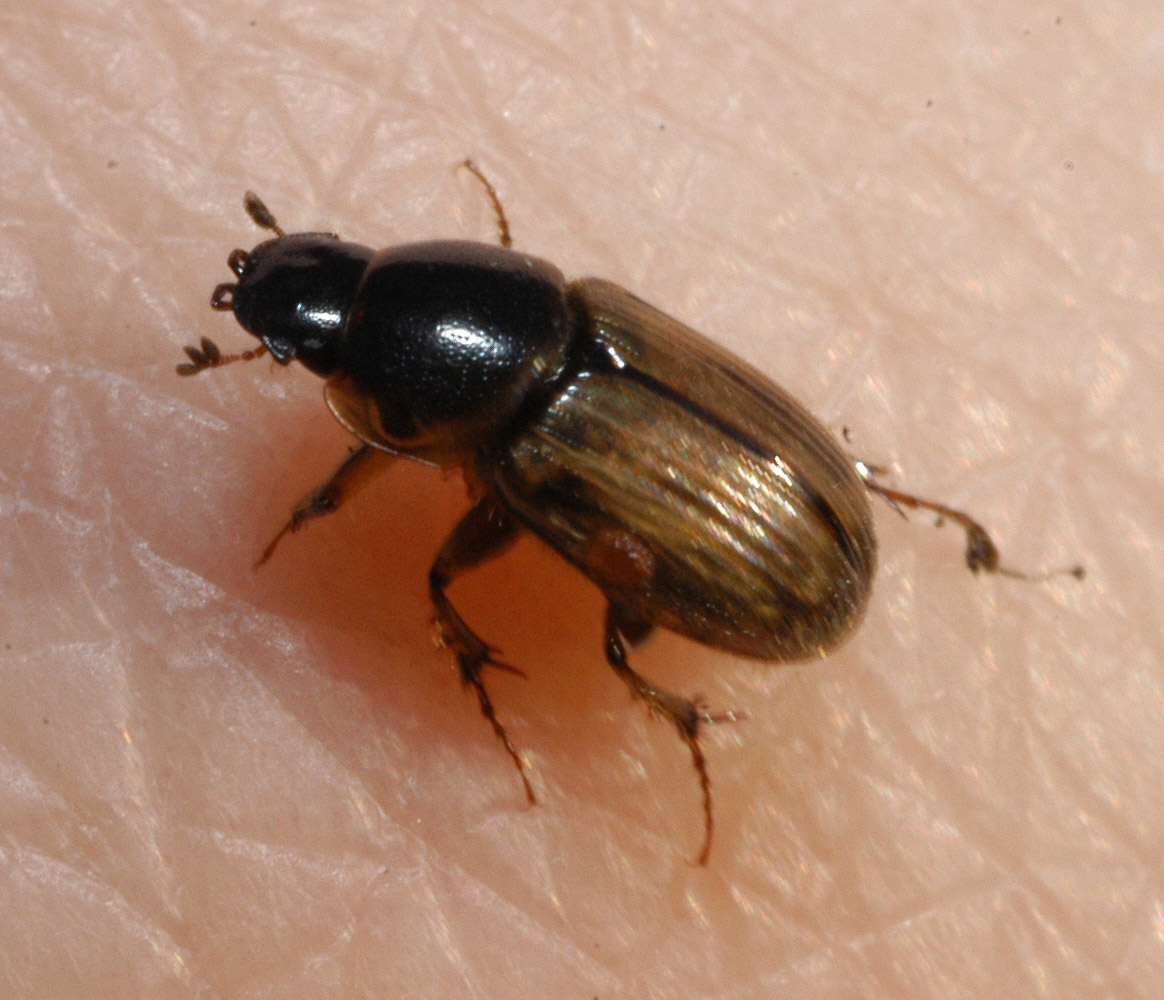
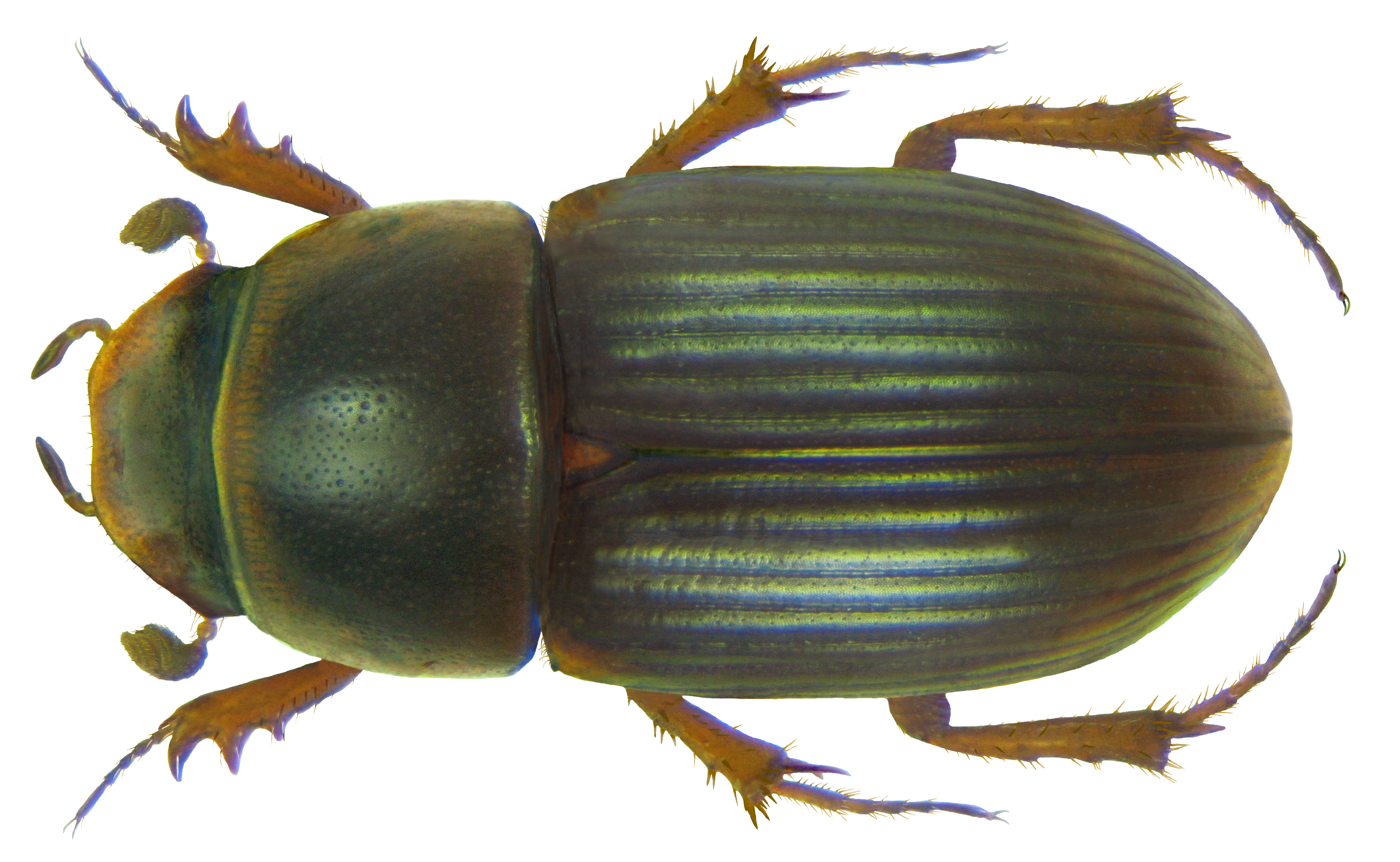